# Epitome historiae sacrae
Epitome historiae sacrae (Riassunto di storia sacra) è un riassunto in lingua latina delle vicende religiose e storiche narrate dalla Bibbia Vulgata, scritto nel 1784 dall'erudito francese Charles François Lhomond (1727-1794) a scopo didattico, come del resto la maggioranza degli scritti dell'autore. 
Questo libro, analogamente all'opera De viris illustribus urbis Romae a Romulo ad Augustum scritta nel 1775 dallo stesso autore, ha contribuito alla preparazione al latino di parecchie generazioni di francesi. Talvolta è tuttora utilizzato nelle scuole, anche in Italia. 

## Contenuto
ANTICO TESTAMENTO
- Primo periodo: Dio crea la Terra e tutto ciò che questa contiene
  1. Dio crea la terra in sei giorni
  2. Dio crea il corpo dell'uomo col fango della terra
  3. Dio pone Adamo ed Eva nel Paradiso terrestre
  4. Adamo ed Eva non obbediscono a Dio
  5. Adamo ed Eva, cui imbarazza la malefatta, si nascondono
  6. Dio maledice il serpente
  7. Adamo viene cacciato dal Paradiso terrestre
  8. Caino e Abele, figli di Adamo
  9. Caino uccide Abele
  10. Caino viene punito
- Secondo periodo: Gli uomini sono puniti con il diluvio
  1. Viene costruita l'arca
  2. Accade un grandissimo diluvio
  3. Dopo quaranta giorni e altrettante notti il diluvio cede
  4. Noè esce dall'arca
  5. Gli uomini si contaminano con ogni perversione
- Terzo periodo:

1. Abramo e Isacco
  1. Abramo viene chiamato da Dio
  2. Nasce Isacco
  3. Dio ordina ad Abramo di immolare suo figlio
  4. Un angelo di Dio grida affinché Abramo fermi la sua mano
  5. Eliezer servo di Abramo viene mandato in Mesopotamia affinché da lì riporti una moglie per Isacco
  6. Eliezer prega Dio per avere da Lui un indizio per mezzo del quale conoscere la ragazza destinata ad Isacco
  7. Eliezer interroga Rebecca sulla di lei famiglia
  8. Viene data ospitalità ad Eliezer presso i genitori di Rebecca
  9. I genitori di Rebecca annuiscono alla postulazione di Eliezer
  10. Rebecca s'incammina
  11. Isacco prende in moglie Rebecca
2. Giacobbe
  1. Esaù concede a Giacobbe il suo diritto di primogenito
  2. Isacco manda Esaù a cacciare
  3. Rebecca, che non teme lo sdegno del marito, vuole che Isacco sia preferito ad Esaù
  4. Rebecca prepara un pasto ad Isacco
  5. Isacco senza sapere antepone Giacobbe ad Esaù
  6. Esaù ritorna e capisce che Giacobbe gli è stato anteposto
  7. Giacobbe s'incammina per evitare l'ira del fratello
  8. Il sogno di Giacobbe
  9. Giacobbe giunge in Mesopotamia
  10. Giacobbe viene ricevuto da Labano che gli dà sua figlia in matrimonio
  11. Giacobbe ritorna nella sua patria
3. Giuseppe
  1. Nasce Giuseppe, il figlio che Giacobbe ama più degli altri
  2. I sogni di Giuseppe
  3. I fratelli di Giuseppe prendono la decisione di ucciderlo
  4. Ruben, che è il più grande per nascita, prova a deterrere i fratelli da tanto scempio
  5. I fratelli vendono Giuseppe ai mercanti
  6. Al padre mandano la toga tinta di sangue
  7. Putifarre l'Egizio compra Giuseppe
  8. La moglie di Putifarre accusa Giuseppe che viene relegato in carcere
  9. I sogni dei due cortigiani del re che sono in carcere con Giuseppe
  10. Giuseppe interpreta il sogno del primo cortigiano
  11. Giuseppe interpreta il sogno dell'altro cortigiano
  12. I fatti comprovano il sogno
  13. I sogni del Faraone
  14. Il prefetto dei coppieri narra al re di Giuseppe
  15. Giuseppe interpreta i sogni del Faraone
  16. Giuseppe viene reso prefetto di tutto l'Egitto
  17. Giuseppe mette da parte il frumento accumulato che vende in tempo di carestia
4. Giuseppe
  1. Giacobbe manda i suoi figli in Egitto a comprare derrate, ma ritiene seco il figlio minore
  2. Giuseppe, riconosciuti i fratelli, non vuole sùbito indicare loro chi egli sia
  3. Giuseppe tiene in ostaggio uno dei fratelli finché Beniamino non verrà condotto a sé
  4. Giuseppe manda via i fratelli
  5. Giacobbe non vuole lasciar andare Beniamino
  6. I figli di Giacobbe dicono al padre che non possono andare dal prefetto dell'Egitto senza Beniamino
  7. Giacobbe infine viene piegato dalle loro preghiere e commette loro Beniamino
  8. Giuseppe ordina che sia preparato ai fratelli un lauto convivio
  9. I fratelli vengono portati a Giuseppe
  10. Giuseppe ordina al dispensiere di porre occultamente nel sacco di Beniamino il suo calice d'argento
  11. Giuseppe dà ordine al dispensiere di seguire i fratelli appena partiti
  12. Il calice viene ritrovato nel sacco di Beniamino
  13. I fratelli di Giuseppe presi dalla disperazione ritornano in città
  14. Giuda prega affinché egli sia ridotto in schiavitù al posto di Beniamino
  15. Giuseppe si fa riconoscere da fratelli
  16. Giuseppe consiglia ai fratelli di migrare col padre in Egitto
  17. Il Faraone manda molti doni a Giacobbe per mezzo dei fratelli di Giuseppe
  18. I fratelli di Giuseppe annunziano al padre che egli è vivo
  19. Giacobbe incamminatosi con figli e nipoti si dirige in Egitto
  20. Giuseppe annunzia al Faraone che è arrivato suo padre
  21. Giuseppe porta al Faraone suo padre
  22. Giacobbe chiede a Giuseppe che venga sepolto nella tomba degli avi
  23. Giuseppe porta al padre i suoi due figli affinché egli li benedica
  24. Giuseppe comanda che il padre defunto venga sepolto nella terra di Canaan
  25. Giuseppe consola i fratelli
  26. Giuseppe muore

- Quarto periodo:

1. Fuga dall'Egitto: Mosè e Giosuè
  1. Dopo la morte di Giuseppe gli Egizi preseguitano gli Ebrei
  2. Nasce Mosè
  3. La figlia del Faraone, avendo pietà dell'infante, lo salva dalle acque
  4. Mosè va dall'empio re degli egizî e gli chiede che lasci liberi gli ebrei
  5. Gli ebrei s'incamminano dall'Egitto
  6. Mosè stendendo la destra in mare divide le acque
  7. Gli ebrei entrano nel mare asciutto
  8. L'esercito del Faraone viene sommerso dalle acque di nuovo correnti
  9. Dio nutre gli ebrei erranti nel deserto
  10. Dio fra tuoni e fulmini dà al trepido popolo leggi
  11. Le parole che proferì Dio
  12. Vengono costruiti tabernacolo e arca dell'alleanza. Muore Mosè
  13. Gli ebrei traversano a piedi il fiume Giordano
  14. Giosuè erige un monumento a memoria eterna del fatto
  15. Giosuè forte dell'aiuto divino cattura una città di nome Gerico con sacerdoti che suonano le tube
  16. Giosuè ordina al sole di fermarsi
  17. Collocati gli ebrei nel luogo destinato, Giosuè muore
2. Sono creati i Giudici: Gedeone, Sansone, Samuele
  1. Rafforzato da un doppio miracolo, Gedeone obbedisce agli ordini di Dio
  2. Con trecento soldati Gedeone avanza contro i Madianiti
  3. Gedeone vince i Madianiti
  4. Nasce Sansone, uomo dall'incredibile forza corporea
  5. Sansone vessa i nemici con diversi importuni
  6. Sansone, chiuso in città, ne solleva la porta sulle spalle con serratura e stipiti
  7. Dalila corrotta con denaro consegna suo marito
  8. Sansone non inulto muore coi Filistei
  9. Nasce Samuele
  10. Dio disse a Samuele che punirà Eli
  11. Samuele narra ad Eli quello che ha sentito da Dio
  12. Gli ebrei vengono vinti, Eli muore di frattura alla nuca
  13. Saul viene consacrato re
3. Sono creati i Re: Saul e Davide
  1. Prima volta in cui Saul non obbedisce a Dio
  2. Serrati da Gionata i Filistei si dànno alla fuga
  3. Saul ordina di condannare Gionata a morte
  4. Saul di nuovo non obbedisce a Dio ed è da Lui reietto. Davide viene fatto re
  5. Un malo spirito invade Saul. Davide viene chiamato a linire il suo animo malato
  6. Golia, uomo di statura ammirevole, provoca gli ebrei ad una tenzone
  7. Davide si offre a singolar tenzone di sua sponte
  8. Armato di fionda e sassi va verso Golia
  9. Davide uccide Golia
  10. Il favore del popolo verso Davide accende l'ira di Saul
  11. Saul non mantiene le promesse
  12. Saul tenta spesso di uccidere Davide e questi suffe al colpo letale
  13. Davide non vuole, per quanto possibile farla franca, uccidere Saul
  14. Saul muore
  15. Udita la morte di Saul, Davide piange
  16. Davide commette un duplice misfatto
  17. La storia che Nathan il profeta narra al re
  18. Scosso dalle parole del profeta Davide riconosce la sua colpa
  19. Davide si astiene dal cibo affinché il figlio non muoia
  20. Assalonne si ribella contro il padre
  21. L'incredibile pazienza di Davide
  22. Raccolte le truppe Davide si prepara alla guerra contro Assalonne
  23. Assalonne viene vinto e rimane appeso per i capelli ai rami di una quercia
  24. Assalonne viene ucciso
  25. Annunciata la morte di Assalonne, Davide cade in grande tristezza
  26. Dopo aver reso Salomone erede del regno, Davide esala l'ultimo respiro

- Quinto periodo:

1. Da un regno se ne creano due: Regno di Giuda e Regno d'Israele
  1. Salomone chiede che Dio gli doni saggezza
  2. Salomone dà prova di saggezza
  3. Controversia sul bambino
  4. A Gerusalemme Salomone edifica un tempio a Dio
  5. Amando donne straniere Salomone perde la saggezza
  6. Roboamo figlio di Salomone succede al padre
  7. Dieci tribù secedono da Roboamo e si scelgono un nuovo re
  8. Il regno degli israeliti cade in mano agli Assirî
2. Storia di Tobia
  1. Su Tobia prigioniero e portato in Assiria
  2. Tobia conserva la pietà in cattività
  3. Miseri e poveri vengono aiutati da Tobia, il re ordina che venga ucciso
  4. In occulto Tobia seppellisce, nonostante gli amici vogliano dissuaderlo, un cadavere
  5. Tobia diventa cieco e sopporta la cecità con pazienza
  6. Tobia ripugna ogni improbità
  7. Tobia ammonisce il figlio affinché sia benefico e generoso
  8. Gli altri moniti di Tobia al figlio
  9. Tobia narra al figlio di aver prestato denaro a Gabelo
  10. Tobia viene accompagnato da un angelo
  11. La madre di Tobia piange lacrime perché il figlio s'incammina
  12. Tobia viene quasi divorato da un grande pesce
  13. Tobia e l'angelo arrivano ad Ecbatana
  14. Raguele li riceve come ospiti
  15. Tobia prende moglie
  16. L'angelo riceve il denario di Tobia da Gabelo
  17. I parenti di Tobia ansianti aspettano il figlio ritornare
  18. Tobia viene a casa con la moglie
  19. I genitori piangendo abbracciano il figlio e lo baciano
  20. Tobia riceve la vista
  21. Il compagno di Tobia confessa di essere l'angelo Raffaele
  22. Tobia esce dalla vita
3. Nabucodonosor e la Cattività babilonese
  1. I re del regno di Giuda: Abia ed Asa
  2. Giosafat succede ad Asa
  3. A Giosafat succede Ioram
  4. Il regno viene a Ioas
  5. Ioas si piega ai vizî e abbandona la vera religione
  6. Morto Ioas il regno va al figlio Amasia
  7. Osia succede al padre e non dopo molto, malato di lebbra, lasciò il regno al figlio Ioath
  8. Acaz figlio di Ioath segue gli dei pagani
  9. Il regno del pio Ezechia
  10. Dio cura Ezechia ammalato
  11. Il re degli Assirî cinge Gerusalemme d'assedio, ma un angelo mandato da Dio vince i nemici
  12. Ezechia muore tranquillo
  13. Successore di Ezechia fu l'empio figlio Manasse
  14. Il regno va ad Amon che regna empiamente. Gli succede il santo figlio Giosia
  15. I figli di Giosia perdono il regno che viene preso da Nabucodonosor
  16. Daniele e i suoi compagni vengono educati alla reggia di Nabucodonosor
  17. I tre giovani vengono scagliati nella fornace ardente
  18. Daniele viene buttato coi leoni
  19. Il re Assuero prende in moglie Ester donna giudea
  20. Aman minaccia i giudei di morte
  21. Ester narra al marito l'intento malvagio del cortigiano, il quale marito ordina di crucifiggerlo
  22. Fine della cattività babilonese

- Sesto periodo: Anno 63 a.C.: la Giudea diventa una provincia romana
  1. Tornati in patria i giudei pagano molti tributi a diverse genti, non si allontanano però dalla religione dei padri
  2. Antioco infligge innumerevoli mali ai giudei
  3. L'insigne costanza di Eleazaro
  4. Eleazaro subisce una morte pesante
  5. Una madre e i suoi sette liberi vengono torturati dai carnefici e ammazzati
  6. Mattatia e i suoi figli
  7. Muore Mattatia. Giuda Maccabeo suo figlio continua la guerra cominciata dal padre
  8. Giuda Maccabeo vince Nicanore e Gorgia comandati mandati da Lisia
  9. L'esigua armata dei giudei con l'ausilio divino vince il grandissimo esercito di Lisia
  10. Giuda torna a Gerusalemme e pulisce tutte le parti sporcate del tempio
  11. Giuda Maccabeo viene aiutato da Dio
  12. Dio punisce severamente Antioco
  13. Antioco perisce affetto da una malattia
  14. Giuda vince di nuovo Lisia
  15. Il re Eupatore, comandante di un grande esercito, viene mandato in rovina da Giuda
  16. La memorabile morte di Eleazaro
  17. L'empio Nicanore perisce in guerra
  18. La memorabile morte di Giuda
  19. A Giuda succede il figlio Gionata, che viene poi ucciso con tranelli
  20. Il regno va prima al fratello di Gionata e poi ai suoi successori
  21. La Giudea viene trasformata in provincia tributaria del popolo romano nell'anno 63 a.C.

NUOVO TESTAMENTO
- Parte prima: Nascita e vita di Gesù
  1. Nel villaggio di Betlemme nasce Gesù
  2. Un angelo annuncia ai pastori che è nato Gesù
  3. I pastori vanno a vedere Gesù
  4. I Magi dall'Oriente vengono a Gerusalemme ad adorare Gesù Cristo
  5. Erode ordina che tutti i bambini siano uccisi. Giuseppe fugge con moglie e figlio in Egitto
  6. Gesù Cristo si dirige al tempio e là interroga i sapienti
  7. Gesù chiama a sé i primi discepoli
  8. Gesù viene chiamato alle nozze di Cana e cambia l'acqua in vino
  9. Gesù scaccia i mercanti e i cambiamonete con la frusta dal tempio
  10. Gesù cura il figlio di un principe sovrano affetto dalla febbre
  11. Viene raccolta nelle reti una grande moltitudine di pesci
  12. Gesù cura di sabato, stupendo gli ebrei, un uomo affetto da malattia
  13. In verità vi dico: Amate i vostri nemici e benedite coloro che vi odiano
  14. Nel villaggio di Naim Gesù riporta in vita un bambino defunto
  15. Gesù riporta in vita una bambina defunta, figlia di un principe di nome Giairo
  16. Chiamato un bambino e postoselo sul grembo, disse Gesù: "A meno che non diventiate come codesto bambino, non entrerete nel regno dei cieli"
  17. Gesù comanda ai venti e al mare e viene fatta una grande calma
  18. Gesù Cristo nutre una moltitudine di uomini con pani e pesci
- Parte seconda: Dottrina, morte e resurrezione di Gesù
  1. Sul buon samaritano
  2. Gesù fa sì che un uomo cieco dalla nascita veda
  3. Non credettero i giudei che quell'uomo fosse stato cieco
  4. I giudei interrogano i genitori di quell'uomo che era stato cieco
  5. L'uomo che era stato cieco viene di nuovo interrogato dai giudei. Segue Cristo
  6. La parabola del figliol prodigo che dissipò tutta la sua sostanza
  7. La parabola del figliol prodigo che torna al padre e confessa di aver peccato
  8. Gesù predice la sua morte ai discepoli
  9. Gesù piange per Gerusalemme, che non sa della visita del suo Signore
  10. Giuda detto l'Iscariota vende Gesù ai sacerdoti e i magistrati perché venga ucciso
  11. L'ultima cena
  12. Gesù sale sul monte degli Ulivi e ivi prega al Padre
  13. Gesù viene arrestato e condotto da Pilato
  14. Poiché Pilato doveva liberare un prigioniero nel dì di festa, voleva liberare Gesù; ma urlò la folla tutta: «Prenditelo, libera Barabba»
  15. Gesù viene crocifisso tra due briganti; consegnato lo spirito al Padre muore
  16. Gesù avvolto dalla sindone viene messo in una tomba
  17. Gesù sorge e appare ai discepoli
  18. Gesù ordina a Pietro di pascere i suoi agnelli
  19. Gesù viene portato in cielo